# Токове на Фуко
Вихрови токове или токове на Фуко са токове в проводници, възникващи (индуцирани) при промяна на магнитното поле по силата на закона за електромагнитната индукция. Вихровите токове протичат по затворени контури в проводника, в перпендикулярни равнини на индукционните линии на магнитното поле. Те могат да се индуцират или в неподвижен проводник, разположен в променливо магнитно поле (например създадено от електромагнит), или при относителното движение на проводника в близост до постоянен магнит. Големината на индуцираните вихрови токове в токов контур е пропорционална на силата на магнитното поле, обема на този контур, скоростта на промяната на магнитния поток и активното съпротивление на материала.
Съгласно правилото на Хайнрих Ленц, вихровият ток създава собствено магнитно поле, което е насочено противоположно на магнитното поле, което го създава. Така вихровият ток се противопоставя на източника на основното магнитно поле. По този начин проводник в близост до подвижен магнит ще упражнява сила върху него, противоположна на посоката на неговото движение.
Това явление води до загуба на енергия под формата на топлина вследствие на електрическото съпротивление на проводника спрямо тока. Вихровите токове са голям източник на загуби във всички променливотокови машини и апарати като електрически двигатели, трансформатори и др. За намаляването на тези загуби се прилагат различни технически решения като например използването на магнитни сърцевини изработени от ламинирани (изолирани) слоеве.

## Функциониране
Вихровите токове генерират топлинни загуби поради съпротивително нагряване (ефект на Джаул – Ленц), което намалява ефективността на трансформаторите и електрическите машини с променлив електрически ток. Плътната стомана, ако бъде използвана за магнитопровод се явява като вторична намотка накъсо с големи вихрови токове. Намаляването на вихровите токове и техния нежелан ефект се постига с използването на материали с голямо електрическо (омическо) съпротивление за магнитни сърцевини, като например ферити, или с използването на тънки листове от магнитно меки материали, като електротехническа стомана или пермалой, изолирани помежду си. Това ограничава съществено големината на вихровите токове и от там на загубите, което позволява изработката на електрически трансформатори и двигатели с по-големи мощности.

## Приложение
Поради силата, която се създава при електромагнитното взаимодействие на вихровте токове са проектирани различни видове спирачни системи за високи скорости където конвенционалните фрикционни спирачни механизми са неприложими.
Пещите за индукционно нагряване работят генерирайки вихрови токове в загряваните детайли. Позволяват бързи процеси на закаляване, отвръщане и топене.
-Тестване за пукнатини в метални части и други.